# Lygosoma veunsaiensis
Lygosoma veunsaiensis là một loài thằn lằn thuộc họ Scincidae.
Loài này được phát hiện khi các nhà sinh học của tổ chức Fauna & Flora International (FFI) và Conversation International (CI) khảo sát số lượng sinh vật trong khu bảo tồn Veun Sai-Siem Pang thuộc tỉnh Rattanakiri ở phía đông bắc Campuchia.
Lygosoma veunsaiensis có chân rất ngắn và đuôi thì dài hơn thân. Da của chúng có khả năng khúc xạ ánh sáng nên khi nhìn vào da của chúng dưới ánh nắng mặt trời, con người sẽ thấy ngũ sắc sặc sỡ như cầu vồng.